# Ypthima tonkiniana
Ypthima tonkiniana är en fjärilsart som beskrevs av Hans Fruhstorfer 1911. Ypthima tonkiniana ingår i släktet Ypthima och familjen praktfjärilar. Inga underarter finns listade i Catalogue of Life.